# Dragoon (Arizona)
Dragoon es un lugar designado por el censo ubicado en el condado de Cochise en el estado estadounidense de Arizona. En el Censo de 2010 tenía una población de 209 habitantes y una densidad poblacional de 46,11 personas por km².

## Geografía
Dragoon se encuentra ubicado en las coordenadas 32°1′35″N 110°2′11″O / 32.02639, -110.03639. Según la Oficina del Censo de los Estados Unidos, Dragoon tiene una superficie total de 4.53 km², de la cual 4.53 km² corresponden a tierra firme y (0%) 0 km² es agua.

## Demografía
Según el censo de 2010, había 209 personas residiendo en Dragoon. La densidad de población era de 46,11 hab./km². De los 209 habitantes, Dragoon estaba compuesto por el 97.13% blancos, el 0% eran afroamericanos, el 0.48% eran amerindios, el 0% eran asiáticos, el 0% eran isleños del Pacífico, el 0% eran de otras razas y el 2.39% pertenecían a dos o más razas. Del total de la población el 7.66% eran hispanos o latinos de cualquier raza.